# Somersault
Somersault è un film del 2004 scritto e diretto da Cate Shortland, all'esordio nella regia di un lungometraggio cinematografico.
È stato presentato nella sezione Un Certain Regard al 57º Festival di Cannes.
Ha vinto in tutte e tredici le categorie gli Australian Film Institute Awards, i maggiori premi cinematografici australiani, superando il record di undici premi detenuto da Lezioni di piano.

## Trama
Heidi è una ragazza di 15/16 anni che vive con la madre e il suo compagno. Attratta da quest'uomo lo seduce e mentre si baciano sono sorpresi dalla madre rientrata improvvisamente. Ne segue una violenta discussione. Heidi, sconvolta, se ne va da casa e raggiunge una stazione sciistica a Lake Jindabyne, dove contatta un amico che però la rinnega. Cerca lavoro o si offre sessualmente. Incontra Joe, figlio di un allevatore e se ne innamora. La vita sembra cambiare: affitta un alloggio, ottiene un lavoro, trova un'amica... ma Joe è impaurito, insicuro, non riconosce il suo amore per Heidi e in fondo "si sono conosciuti da poco". È attratto da lei ma le convenzioni, gli amici, lo allontanano ogni volta. Ad Heidi le cose non vanno bene: il padre della sua amica le ordina di non frequentarla più, la lontananza di Joe la porta ad ubriacarsi ed a concedersi ad altri "pur di non sentirsi sola", l'affitto viene recesso per immoralità,... In questa disperazione la proprietaria della casa, provocata da Heidi, ammette che suo figlio è in carcere per omicidio ed a sua volta Heidi le confessa che sua madre non è morta e le racconta cosa avvenne e perché se ne andò da casa. La proprietaria la incoraggia a chiamare sua madre.
Heidi attende sua madre. Joe arriva e accenna ad un contatto con la mano. Troppo tardi, Heidi ritira la mano e si allontana. La madre bacia Heidi e le chiede scusa.

## Riconoscimenti
- 2004 - AACTA Award
  - Miglior film
  - Miglior regia, miglior sceneggiatura originale
  - Miglior attore protagonista (Sam Worthington)
  - Miglior attrice protagonista (Abbie Cornish)
  - Miglior attore non protagonista (Erik Thomson)
  - Miglior attrice non protagonista (Lynette Curran)
  - Miglior fotografia
  - Miglior montaggio
  - Miglior colonna sonora
  - Miglior scenografia
  - Migliori costumi
  - Miglior sonoro
- 2005 - Festival international du film d'amour de Mons
  - Miglior sceneggiatura